# Horus Lion
Pour les articles homonymes, voir Horus (homonymie).
L'Horus Lion est l'hypothèse d'un roi sous ce nom de la période prédynastique égyptienne, ou dynastie 0. Son nom n'est pas inscrit dans un serekh, il est connu par la palette libyenne ou palette des villes, où il figurerait juste avant le roi Scorpion. Le problème est compliqué par le fait que le même titre aurait pu être attribué à deux rois Scorpion, autrement dit que deux rois Scorpion auraient pu régner. Il est peut-être aussi nommé sur un sceau retrouvé à Mahâsna.